# سفارة دولة فلسطين لدى جيبوتي
سفارة دولة فلسطين لدى جيبوتي هي الممثلية الدبلوماسية العُليا لدولة فلسطين لدى جيبوتي.

## قائمة السفراء
- كامل قزاز (حتى 2021)
- رُويد أبو عمشة (منذ 2022 ولا يزال)[2]